# Championnats d'Afrique d'escrime 2008
Navigation
Édition précédente Édition suivante
Les championnats d’Afrique d'escrime 2008 se sont disputés à Casablanca au Maroc entre le 26 avril 2008 et le 28 avril 2008. La compétition organisée par la Fédération royale marocaine d'escrime, sous l'égide de la Confédération africaine d'escrime a vu s'affronter des tireurs des différents pays africains lors de 12 épreuves différentes.
Seuls cinq pays placent un de leurs tireurs sur un podium, l'Égypte, la Tunisie, l'Algérie, le Maroc et le Sénégal.
Avec six titres sur douze, l'Égypte est la grande triomphatrice de ces championnats.

## Fleuret

### Hommes
| Épreuve     | Or                                                                           | Argent                                                     | Bronze                                                             |
| ----------- | ---------------------------------------------------------------------------- | ---------------------------------------------------------- | ------------------------------------------------------------------ |
| Individuel  | Alaaeldin Abouelkassem                                                       | Karim Kamoun                                               | Tamer Tahoun Xavier Ali                                            |
| Par équipes | Égypte Alaaeldin Abouelkassem Tarek Ayad Mostafa Nagaty Tamer Mohamed Tahoun | Tunisie Mohamed Ayoub Ferjani Karim Kamoun Mohamed Samandi | Maroc Soufiane Akkouri Lahoussine Ali Abdelkebir Bassir Aziz Karim |

### Femmes
| Épreuve     | Or                                                   | Argent                                           | Bronze                                                                        |
| ----------- | ---------------------------------------------------- | ------------------------------------------------ | ----------------------------------------------------------------------------- |
| Individuel  | Inès Boubakri                                        | Shaimaa El Gammal                                | Eman El Gammal Iman Shaban                                                    |
| Par équipes | Égypte Shaimaa El Gammal Eman El Gammal Eman Shaaban | Tunisie Inès Boubakri Mariem Fazzani Haïfa Jabri | Algérie Hadia Bentaleb Nadjoua Boubekeur Anissa Khelfaoui Sarah Khadidja Tair |

## Épée

### Hommes
| Épreuve     | Or                                             | Argent                                                                     | Bronze                                                     |
| ----------- | ---------------------------------------------- | -------------------------------------------------------------------------- | ---------------------------------------------------------- |
| Individuel  | Ahmed El Saghir                                | Ahmed Nabil                                                                | Mohamed Ayoub Ferjani Ayman Alaa El Din Fayez              |
| Par équipes | Égypte Ahmed El Saghir Ayman Fayez Ahmed Nabil | Tunisie Mohamed Ben Aziza Maher Chourou Mohamed Ayoub Ferjani Karim Kamoun | Sénégal Cheikh Omar Diallo Ibrahima Ndiaye Seckou Tounkara |

### Femmes
| Épreuve     | Or                                                              | Argent                                                       | Bronze                                                    |
| ----------- | --------------------------------------------------------------- | ------------------------------------------------------------ | --------------------------------------------------------- |
| Individuel  | Mona Abdel Aziz                                                 | Imène Ben Chaabane                                           | Binta Ndeye Diongue Sarra Besbes                          |
| Par équipes | Tunisie Sarra Besbes Rim Bokri Inès Boubakri Imène Ben Chaabane | Algérie Hadia Bentaleb Lilia Gana Anissa Khelfaoui Amel Zerf | Sénégal Ndeye Binta Diongue Aminata Ndong Salimata Sabaly |

## Sabre

### Hommes
| Épreuve     | Or                                                                      | Argent                                         | Bronze                                                    |
| ----------- | ----------------------------------------------------------------------- | ---------------------------------------------- | --------------------------------------------------------- |
| Individuel  | Mamadou Keïta                                                           | Mahmoud Samir                                  | Mohamed Rebaï Gamal Fathy                                 |
| Par équipes | Tunisie Iheb Ben Chaabane Mohamed Rebaï Souhaieb Sakrani Hichem Samandi | Égypte Mahmoud Elbakry Gamal Fathy Tamim Ghazy | Sénégal Alioune Badara Kebe Mamadou Keïta Abdoulaye Thiam |

### Femmes
| Épreuve     | Or                                              | Argent                                                | Bronze                                                         |
| ----------- | ----------------------------------------------- | ----------------------------------------------------- | -------------------------------------------------------------- |
| Individuel  | Azza Besbes                                     | Chaima Fathalli                                       | Adja Yacine Sarr Hela Besbes                                   |
| Par équipes | Tunisie Azza Besbes Hela Besbes Chaima Fathalli | Sénégal Adja Yacine Sarr Anna Ngoulou Seck Nafi Touré | Maroc Dounia Basrane Nadia Benjaidi Houda Lamzalaz Hind Nekari |